# Symboldrama
Symboldrama eller visualiserande psykoterapi utvecklades av den tyske psykiatern Hanscarl Leuner vid universitetet i Göttingen på 1950-talet. Den klassiska tekniken utvecklades inom en psykodynamisk referensram och bygger på att man i ett något försänkt medvetandetillstånd under terapeutens ledning visualiserar inre scener med ett symboliskt innehåll för att bearbeta inre konflikter och barndomstrauman.
Svenska föreningen för symboldrama bildades 1977 och bedriver genom Institutet för Symboldrama/Visualiserande psykoterapi en tvåårig utbildning för psykoterapeuter med grundläggande psykoterapiutbildning (steg I och II).
Symboldramatekniken har vidareutvecklats i integrativ riktning och innefattar ett klart emotionsfokus. I de inre scenerna kan patienten återuppleva smärtsamma barndomsscener och få en korrigerande emotionell upplevelse men också reparera skador på självkänslan och självbilden. När patienten kan återuppleva traumatiska situationer för sin inre syn erbjuds en möjlighet att omforma den känslomässiga erfarenheten i läkande riktning. Tekniken anpassas till den enskilda klientens problematik men ger goda möjligheter att arbeta med depressiva reaktioner, ångestproblematik, anknytningsproblematik och trauman av olika slag.